# Žydrūnas Savickas

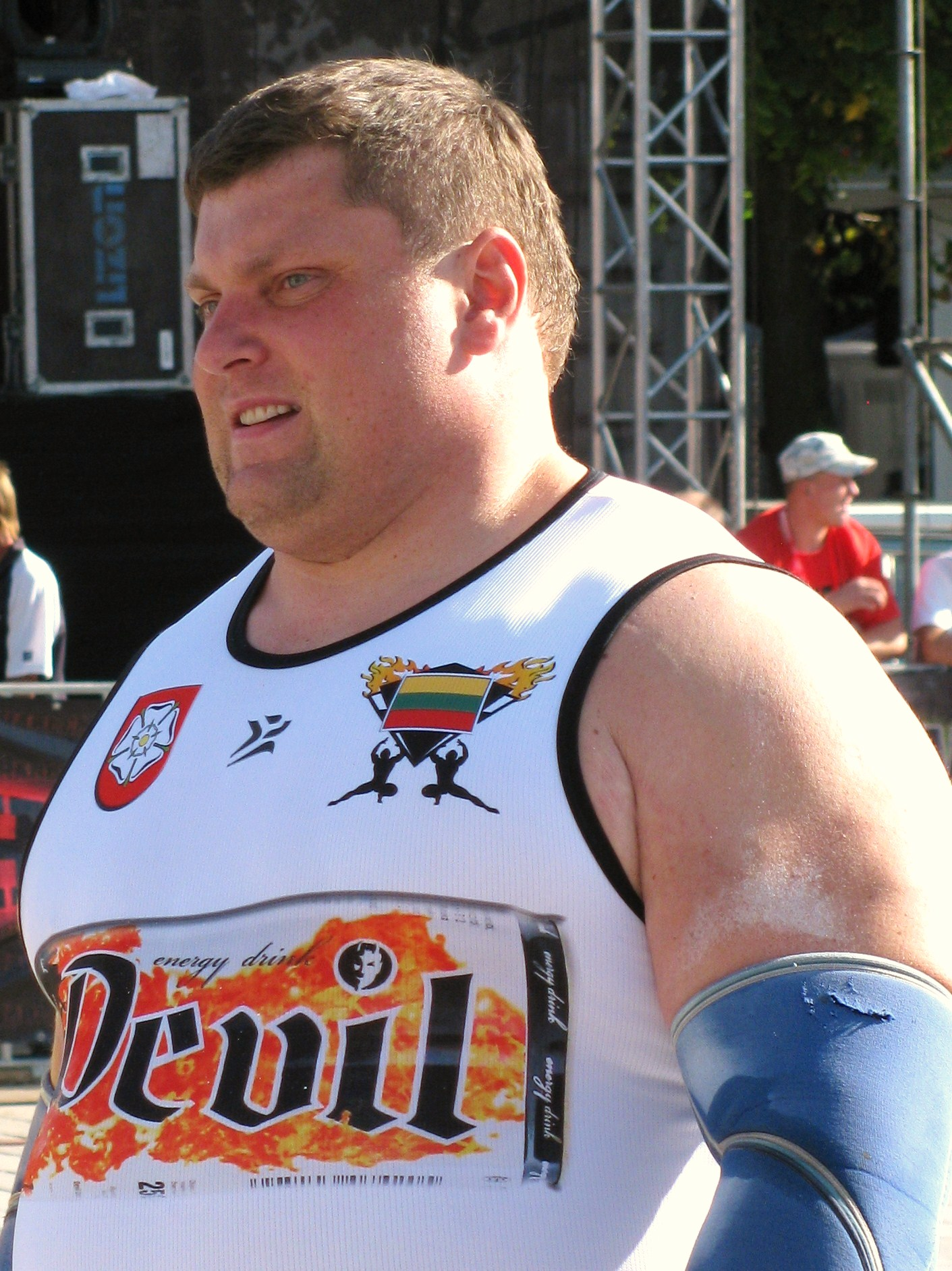
Savickas - "Big Z" of "Big Zydrunas"

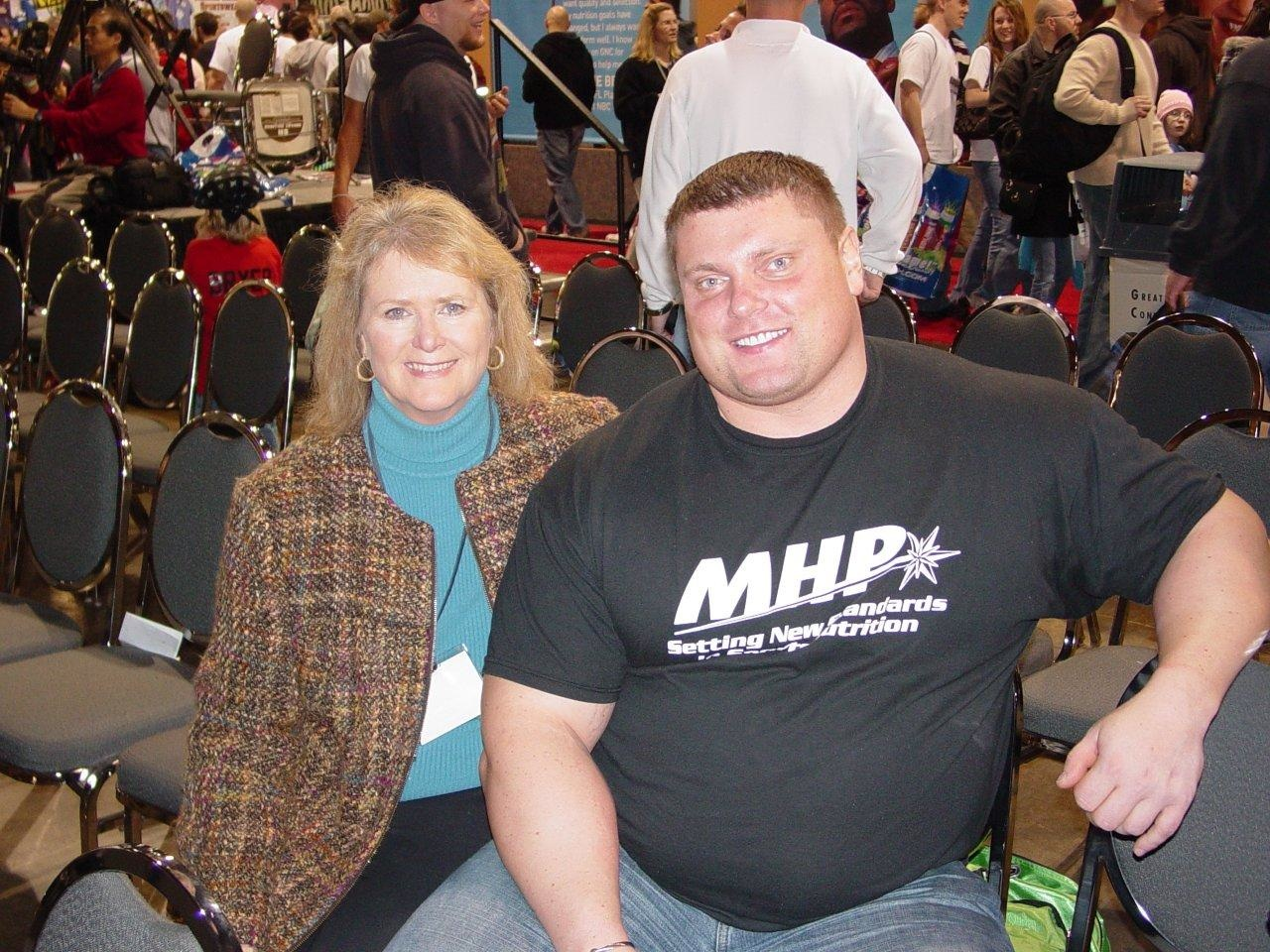
Savickas (rechts) en dr. J. Todd.

Žydrūnas Savickas (Biržai, Litouwen, 15 juli 1975) is een Litouwse krachtsporter en powerlifter. Hij was de Sterkste Man van de Wereld in 2009, 2010, 2012 en 2014 en won zesmaal het zilver tussen 2002 en 2015. Savickas haalde de titel Sterkste Man van Europa in 2010, 2012 en 2013. Ook heeft hij bij het evenement Strongman Champions League, een internationale circuitwedstrijd, die om de paar weken of maand steeds in een ander land wordt gehouden, hoge resultaten gehaald.

## Biografie
Savickas kreeg interesse in krachtsport na het kijken van een Litouwse 'Sterkste Man'-wedstrijd op televisie, in 1989. In 1992 nam hij zelf deel aan die wedstrijd en versloeg een aantal oudere en ervaren deelnemers. Op 17-jarige leeftijd begon Savickas met powerlifting. In zijn tweede wedstrijd als powerlifter verbrak hij alle staande Litouwse records powerlifting. Hij is de enige persoon in Litouwen die meer dan 400 kg kan squatten. Zijn record is 425,5 kg en hij is daarmee een van de weinige Europeanen die het record van de Nederlander Cees de Vreugd uit 1985 (420 kg) verbeterden, dat toen het Europees record was.
Savickas won minstens achtmaal de naar Arnold Schwarzenegger vernoemde 'Arnold Strongman Classic', waarvan de laatste op 26 april 2014 en een keer de 'Arnold Europe', waar sterke mannen vanuit heel Europa hun krachten meten. Ook behaalde Savickas vijfmaal een tweede plaats bij de competitie Sterkste Man van de Wereld, in 2002, 2003, 2004, 2011 en 2013. In oktober 2009 haalde hij de 1e plaats in Valletta, Malta. In 2010 haalde hij in Sun City wederom de eerste plaats. Savickas behaalde in 2010 tevens, voor de eerste keer, de titel Sterkste Man van Europa. Ook is Savickas actief in andere Sterkste Man-competities, waarin hij meestal wint. Voorbeelden zijn de IFSA Grand Prix Nederland in 2006 met een eerste plaats en een record log lift (boomstamtillen) met 205 kg. Dit record heeft hij later weer verbeterd naar 210 kg en in januari 2012 naar 215 kg. Op 30 juni haalde Savickas weer het wereldrecord log lift, nu met 217,5 kg, in Zevenaar, Nederland.
Savickas wordt in en soms ook buiten het Sterkste Man-wereldje vaak gezien als de Sterkste Man ooit, met als bijnaam Big Z of Big Zydrunas.
In 2011 werd Savickas tweede bij de Sterkste Man van de Wereld, achter Brian Shaw, die het laatste onderdeel net iets sneller was. In 2012 was Savickas weer de winnaar en een landgenoot, Vytaulas Laulas (die nooit eerder hoog eindigde in een belangrijk Sterkste Man-toernooi), won zilver. Savickas verbeterde weer het record log lift, naar 220 kg.
Savickas kondigde aan na de Sterkste Man van de Wereld 2012 te stoppen, maar achteraf bleek dit  tijdelijk te zijn (zes maanden). Hij had volgens eigen zeggen te veel competities gedraaid de laatste jaren.
Met zijn 175 kg aan lichaamsgewicht was hij een van de zwaardere deelnemers aan de internationale Sterkste Man-competities. Vanaf 2022 doet hij mee in de Masters-I-klasse (40+).
In 2013 werd de Sterkste Man van de Wereld eind augustus in China gehouden. Met steeds sterkere concurrenten wist Savickas zijn titel niet te behouden, maar hij werd wel tweede. In 2014 sloeg hij terug door de Arnold Strongman Classic te winnen in Columbus (Verenigde Staten), waar hij de man die hem onttroond had (Brian Shaw) achter zich liet met een tweede plaats. Savickas zette twee Sterkste Man-records neer en werd eerste bij twee nieuwe, extra zware, onderdelen.
2014 was het jaar dat Savickas weer sterk terugkwam en Brian Shaw twee plaatsen achter zich liet in Los Angeles. Op 26 april 2015 moest Savickas zijn titel inleveren aan Brian Shaw, die samen met Hafþór Júlíus Björnsson de grootste concurrent is van Savickas. 'Thor' werd 3e.
Savickas nam nog meer in gewicht toe tot meer dan 180 kg. In 2017 verscheen hij afgetraind en 30 kg lichter bij de Sterkste Man van de Wereld te Leeds, Engeland. Hij zette daar zijn slechtste prestatie ooit neer, door een schouderblessure. Ruim een week later, op 4 juni 2017, te Stoke-On-Trent in Engeland, was hij weer helemaal terug en won hij samen met landgenoot Vytautas Lalas de titel Sterkste team van de Wereld 2017.
Eind 2017 en in 2018 doet Savickas nog wel mee aan wedstrijden, maar het lukt hem niet meer om de absolute top te halen. Ook doet hij minder wedstrijden. Op sommige onderdelen is hij nog de baas, zoals de log lift, echter eist zijn leeftijd zijn tol, in mei 2018 is hij 42 (bijna 43). In tegenstelling tot sporten waarbij snelheid nodig is, zoals voetbal en sprinten bij atletiek, zijn de meeste mensen rond hun 30e op hun sterkst wat betreft absolute kracht. Bij snelheid is dit soms al afgenomen op deze leeftijd. Veel sterke mannen kunnen nog tot hun 35e of 40e meedraaien en een enkeling, zoals Mark Felix, een geduchte concurrent van Savickas, deed zelfs op zijn 50e nog mee aan de zwaarste competities. Savickas is professioneel Sterkste Man en kan dit blijven doen omdat het in Litouwen een hogere status heeft dan in bijvoorbeeld Nederland. Door demonstraties te geven en regionale wedstrijden te doen kan hij gewoon nog Sterkste Man blijven zonder een gewone baan te hoeven zoeken.

## Powerlifting
Persoonlijke records:
Powerlifting (IPF):
- Squat 425,5 kg
- Bankdrukken 285,5 kg (zonder powershirt of andere hulpmiddel)
- Deadlift 407,5 kg (Litouws record)
- Totaalgewicht 1090 kg (Litouws record) (in 1 wedstrijd)

'Sterkste Man'
- Deadlift 430 kg (normale deadlift met powerliftingregels)
- Deadlift 442 kg (2011) (Sterkste Man van de Wereld 2011, normale deadlift met straps (een hulpmiddel (kleine riempjes) voor de handen/onderarmen voor de grip))

## Sterkste Man, grote selectie
- 2002, 2003, 2004 - Sterkste Man van de Wereld,  (3x)
- 2003 t/m 2008 - (6x) Arnold Strongman Classic, Columbus (Ohio) -
- 2009 - Sterkste Man van de Wereld, Valletta, Malta
- 2010 - Sterkste Man van Europa -
- 2010 World’s Strongest Man Experience 2010, Londen, Engeland, juni 2010 -
- 2010 - Sterkste Man van de Wereld, Sun City, Zuid-Afrika -
- 2010 - Giants Live, Istanboel, Turkije, 16-10-2010 -
- 2010 - Seizoenswinnaar Strongman Championsleague
- 2011 - Sterkste Man van de Wereld, Wingate (North Carolina), Verenigde Staten -
- 2012 - Sterkste Man van Europa -
- 2012 - Strongman Championsleague, Zevenaar (Nederland), 30-06-2012 -
- 2012 - Sterkste Man van de Wereld, Los Angeles, Californië, Verenigde Staten, eind sept. 2012 -
- 2012 - Savickas Classic - Biržai, Litouwen -
- 2012 - Strongman Championsleague, Spanje, 17 oktober 2012 - Deze wedstrijd was tevens de naar Arnold Schwarzenegger vernoemde "Arnold-Europe" -
- 2012 - Strongman Championsleague, Martinique, 20 november 2012 - [4]
  - 2012 - + seizoenswinnaar Strongman Championsleague  (Martinique) 20 nov.[4][5] Savickas haalde 275 punten, wat ook een record is. Dit is een groot verschil met de andere deelnemers. Van de 60 deelnemers namen er ongeveer 45-50 niet altijd deel aan de Strongman Champioensleague, omdat deze steeds in verschillende landen plaatsvond.
- 2013 Strongman Champions League, Holland (gehouden in Kalkar, Duitsland),
- 2013 Strongman Champions League, China (grootste Sterkste Man-evenement ooit), 4-13 juli 2013,
- 2013 Sterkste Man van de Wereld, China (augustus 2013),
- 2013 Sterkste Man van Europa, Engeland,  + wereldrecord log lift 221 kg.
- 2013 Strongman Champions League, Rusland, september 2013,[6]
- 2013 Strongman Champions League, Gibraltar,
- 2013 Strongman Champions League, Vilnius, Litouwen,   (Savickas Classic, 20 oktober)
- 2013 Strongman Champions League, Brazilië, november 2013, [7]
- 2013 Strongman Champions League, Maleisië, 24 november 2013, [8]
  - 2013 MHP Strongman Champions League, overall (totaalklassement 2013) 24 november 2013, [8]
  - Ondanks dat Savickas vele evenementen van de SCL won, ging Krzysztof Radzikowski, uit Polen, hem elke keer net voorbij.
- 2014 Sterkste Man van de Wereld - maart 2014, Los Angeles, Californië,
- 2014 Strongman Champions League, FIBO series Keulen, Duitsland, 6 april 2014,
- 2014 Arnold Strongman Classic, Columbus, Ohio, Verenigde Staten, 1 maart 2014,  + een wereldrecord deadlift met hummerbanden van 525 kg.[9]
- 2014 Arnold Strongman Classic (II), Rio de Janeiro, Brazilië, 26 april 2014,  - een door Arnold Schwarzenegger gesigneerde motorfiets gewonnen + wereldrecord log lift, 223 kg
- 2015 Sterkste Man van de Wereld, (19 tot en met 23 april, voorrondes) & 25-26 april 2015 (finale), Putrajaya, Maleisië -
- 2015 Arnold Strongman Classic, Rio de Janeiro, Brazilië, 30-31 mei 2015 -  + record log lift 228 kg
- 2015 Strongman Champions League Holland, 6 juni,  (met rugblessure)
- 2016 Arnold Strongman Classic, Columbus Ohio, 3-5 maart 2016.
- 2017 Sterkste Man van de Wereld, Leeds, Engeland, mei 2017, 8e plaats
- 2017 Sterkste team van de Wereld, Stoke-On-Trent, Engeland, 4 juni 2017,  met landgenoot  Vytautas Lalas
- 2017 Giants Live World Strongest Man Tour Finals 2017 Strongest man of the world in one day (alternatieve versie van Sterkste Man van de Wereld), Leeds, 30 september 2017 [10]
- 2022 1e plaats 2022 SBD Official Strongman Games (OSG) Masters I (40+), Daytona Beach, Florida, 12 + 13 november ( Sterkste Man van de Wereld, 40+)[11]

## Strongmans Champions League 2013 in Duitsland,Kalkar
De Strongman Champions League Holland, hoewel in Duitsland gehouden, werd gewonnen door Savickas met 77 punten, die sinds ongeveer een jaar sterke concurrentie heeft van een (nog) relatief onbekende IJslander, Hafthor Julius Bjornsson, die 1 punt minder haalde dan Savickas en de Pool Krzysztof Radzikowski, die derde werd met 68 punten. 'Thor' (de IJslander van 24 jaar, zwaarder en groter dan Savickas: 206 cm en ongeveer 200 kg) won 4 van de 6 onderdelen, maar toch haalde Savickas 1 punt meer in totaal. Enkele van de sterkste deelnemers moesten wegens een blessure afhaken een eentje had problemen met zijn visum. De Belg Jimmy Laureys behaalde een 8e plaats en Nederlanders Jitse Kramer en Alex Moonen respectievelijk een 7e en een 5e plaats.
De Strongmans Champions League is een doorlopende competitie, in verschillende landen, met een eindklassement.

## Strongman Champions League (SCL) China, 2013
Deze keer duurde het evenement ruim een week (4 tot 13 juli) in plaats van 1 of 2 dagen en was er een groot showelement. Dit was het grootste 'Sterkste Man'-evenement ooit. Voor de deelnemers was het echter geen show. Zij moesten deze keer ook samenwerken om bijvoorbeeld een piramide van 25 wasmachines te maken in een zo snel mogelijke tijd. De piramide moest uiteraard ook toonbaar zijn (netjes en alle wasmachines op de juiste manier geplaatst met de voorkant naar voren). Dat was het showelement (naast het vuurwerk en andere 'shows'), dus er kwam ook wat denkwerk kijken bij dit brute krachtonderdeel. Het showelement was dermate groot, dat er in speciale kostuums werd gestreden en vaak in teamverband. De deelnemers werden in grote karren als 'helden' omringd door tientallen Chinese soldaten ('soldaten uit het verleden') naar elk evenement vervoerd.
Over de gehele week (achteraf ruim een week) streden 32 mannen alleen en samen in kleine of grotere teams om de eer. Savickas, zijn nieuwste concurrent, IJslander Hafthor Bjornsson, bijgenaamd 'Thor' en nog 10 mannen gingen door naar de finale op 13 juli. In totaal deden er 32  mensen mee van 31 nationaliteiten. (2 Chinezen, aangezien het daar gehouden werd)
Savickas pakte wederom de winst en IJslander 'Thor' werd 2e.

## Sterkste Man van de Wereld 2017
In een sterk deelnemersveld werd Savickas achtste bij de Sterkste Man van de Wereld 2017 op 28 mei 2017 in Botswana, zijn slechtste prestatie ooit op dit meer dan twee weken durende krachtsportevenement. Savickas was ondanks zijn leeftijd (41) titelfavoriet samen met Brian Shaw en Hafthor Bjornsson. Engelsman Eddie Hall won onverwacht met een punt verschil op Hafthor en twee punten op Shaw de titel.

### Sterkste team van de Wereld
De zichtbaar circa 30 kg  afgevallen en zeer afgetrainde Savickas, die een week eerder nog zijn slechtste prestatie ooit neerzette bij de Sterkste Man van de Wereld, slaat een week later terug samen met landgenoot Vytautas Lalas, die in het Engelse Stoke-on-Trent het goud haalden als Sterkste team van de Wereld.

#### Giants Live, World strongest man in one day
Op 30 september 2017 won Savickas de World Strongest Man Tour Finals, "Strongest man in one day" met een halve punt meer dan de nummer twee Konstantine Janashia en een punt verschil met nummer drie J.F. Caron. De nummer vier eindigde met vijf punten lager dan Savickas. Eddie Hall, de Sterkste Man van de Wereld 2017, viel tijdens het eerste onderdeel uit, waardoor hij laatste werd, in een deelnemersveld van tien sterke mannen.

## 2020
Op 15 augustus 2020 werd Savickas Litouws kampioen log lift. Hij drukte 180 kg, een voor hem relatief laag gewicht, echter genoeg voor de winst.

## 2022
Savickas was dit jaar voor het eerst te zien met een flinke baard. Hij richtte zich op de Masters (40+) en werd bij de SBD Official Strongman Games (OSG), in Daytona Beach, Florida, 12 en 13 november, Sterkste Man van de Wereld, bij de Masters.

## Een aantal andere records
- Hummerbanden deadlift  525 kg - Arnold Strongman Classic, Columbus (Ohio), 1 maart 2014
- Medicijnbalhoogwerpen (22 kg) 518 cm (wereldrecord)
- 12+ maal Sterkste Man van Litouwen: tussen 1998 en 2013
- Log lift: 200 kg, 4x achter elkaar, behaald bij de Arnold Strongman Classic, Columbus (Ohio), 1 maart 2014
- Log lift: 223 kg[15], Arnold Strongman Classic, Rio de Janeiro, Brazilië, 26 april 2014
- Log lift: 227 kg (500 lb) , Giants Live, Polen, 2 mei 2014
- Log lift: 228 kg (502,5 lb), Arnold Strongman Classic, Rio de Janeiro, 30 mei 2015
- Forward hold (25 kg) 1.22,11 s (72,11 s) - wereldrecord, 20 november 2012 (Savickas heeft al meer dan 60 keer een record verbeterd binnen de Sterkste Man wedstrijden.)
- Op 9 mei 2014 deed Savickas een geslaagde poging om een met 700 pk aangedreven wagen op een circuit te weerhouden weg te rijden door middel van een touw. De rook en vlammen kwamen onder de auto vandaan en de poging was geslaagd.[16]
- Squat: 325 kg: 7x - Sterkste Man van de Wereld, editie 2012

## Statistieken 2013 + 2017
- Lengte: 191 cm
- Gewicht: 175–180 kg (2017: 150 kg)
- Biceps: 56–57 cm